# Haematodes bicolor
Haematodes bicolor es un género de escarabajos de la tribu Staphylinini. Fue descrito por primera vez por el naturarista francés Francis de Laporte de Castelnau en 1835.

## Distribución
Haematodes bicolor se encuentra en Argentina, Brasil, Paraguay y Uruguay.

## Descripción
Haematodes bicolor ess un escarabajo de tamaño mediano, de entre 6,2 y 10 mm de longitud. Su cuerpo es principalmente rojizo o rojo anaranjado, a menudo con manchas más oscuras. Los primeros segmentos de su abdomen suelen ser más oscuros que los últimos. La cabeza es ancha y tiene una forma algo hexagonal, con ojos prominentes que pueden medir casi la mitad de la longitud de la cabeza. Sus antenas son cortas y están formadas por cinco segmentos, formando en su extremo forma de maza.
Este escarabajo tiene piezas bucales especializadas que le ayudan a manipular los alimentos. Sus élitros son más largos que su protórax. Las piernas son robustas y están equipadas con elementos que ayudan al movimiento, incluidas espinas en la tibia. El abdomen contiene glándulas especializadas.